# 圣朱利安勒沙泰勒
圣于连勒沙泰勒（法語：Saint-Julien-le-Châtel，法語發音：[sɛ̃ ʒyljɛ̃ lə ʃatɛl]）是法国克勒兹省的一个市镇，属于欧比松区。

## 地理
圣于连勒沙泰勒（46°7'5"N, 2°16'9"E）面积15.3 平方千米，位于法国新阿基坦大区克勒兹省，该省份为法国中部省份，位于法國中央高原西北部，北起安德尔省和谢尔省，西接维埃纳省，南至科雷兹省，东临多姆山省，东北与阿列省接壤。
与圣于连勒沙泰勒接壤的市镇（或旧市镇、城区）包括：勒绍谢、佩拉拉诺尼耶尔、皮埃尔菲特、圣沙布赖、圣卢。
圣于连勒沙泰勒的时区为UTC+01:00、UTC+02:00（夏令时）。

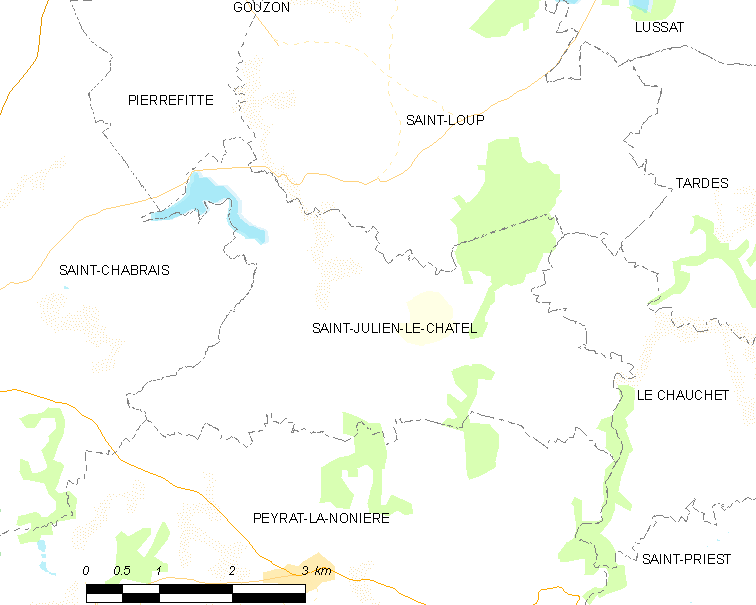
圣于连勒沙泰勒的OSM定位图

## 行政
圣于连勒沙泰勒的邮政编码为23130，INSEE市镇编码为23204。

## 政治
圣于连勒沙泰勒所属的省级选区为古宗县。

## 人口

1962-2008年间圣于连勒沙泰勒人口变化图示

圣于连勒沙泰勒于2022年1月1日时的人口数量为150人。